# Beáta Dubasová

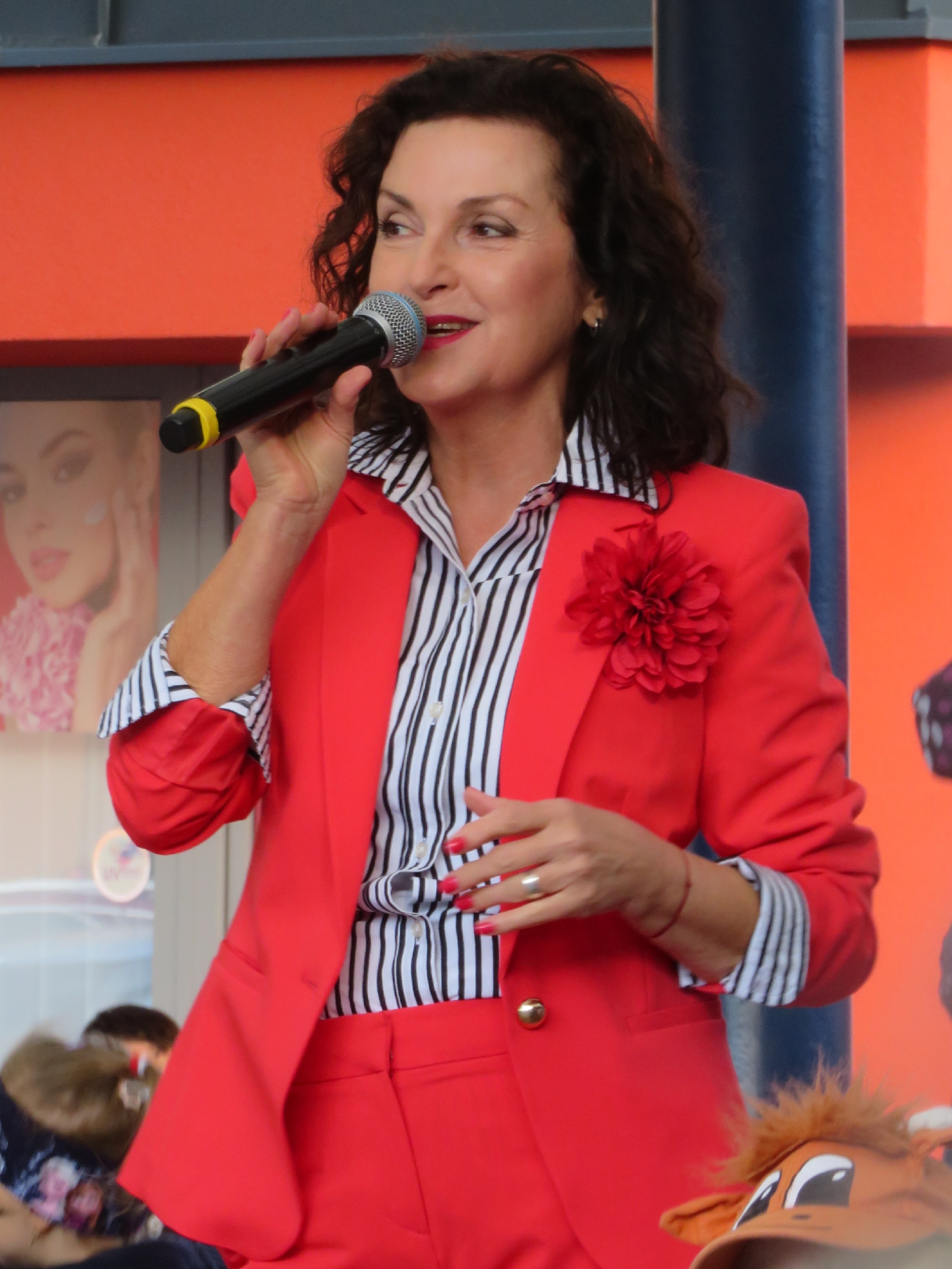
Beáta Dubasová, 2023

Beáta Dubasová (* 14. Mai 1963 in Stropkov) ist eine slowakische Sängerin.

## Leben
Beatá Dubasová sang bereits im Kindesalter. 1984 trat sie in die Band Kamene ein. Sie verließ die Band 1990, um eine Solokarriere zu starten. Dabei sang sie auch mit Vašo Patejdl und Peter Nagy sowie mit der Band Elán.

## Diskografie
- 1984 Maznáčik (deutsche Übersetzung des Titels: „Lieblingskind“; „Muttersöhnchen“; „Schoßkind“)
- 1984 Oriešky lásky („Nüsse der Liebe“)
- 1986 Rozmarný („Launisch“)
- 1986 My sa nedáme („Wir geben nicht auf“)
- 1987 Beáta („Beatá“)
- 1987 Peter, Vašo a Beáta deťom („Peter, Vaso und Beatá für Kinder“)
- 1988 Beáta – anglická verzia („Beatá - englische Version“)
- 1988 Úschovňa pohľadov („Blickbewahrung“)
- 1989 Megamix („Megamix“)
- 1989 Muzikantské byty (Duett mit V. Patejdl; „Musiker-Wohnungen“)
- 1990 Za dverami mojej izby („Hinter der Türe meines Zimmers“)
- 1994 Modrý album („Blaues Album“)
- 1996 Išla myška briežkom („Die Maus ging über den Hügel“)
- 2000 7 dní („7 Tage“)
- 2001 Beata - to najlepšie („Beatá - Das Allerbeste“)
- 2006 Ako chutí ráno („Wie schmeckt der Morgen“)
- 2007 Best Of („Das Beste“)